# Хантли (Вайоминг)
Хантли (англ. Huntley, Wyoming) — статистически обособленная местность, расположенная в округе Гошен (штат Вайоминг, США) с населением в 21 человек по статистическим данным переписи 2000 года.

## География
По данным Бюро переписи населения США статистически обособленная местность Хантли имеет общую площадь в 0,78 квадратных километров, водных ресурсов в черте населённого пункта не имеется.
Хантли расположен на высоте 1291 метр над уровнем моря.

## Демография
По данным переписи населения 2000 года в Хантли проживал 21 человек, 6 семей, насчитывалось 9 домашних хозяйств и 9 жилых домов. Средняя плотность населения составляла около 29,9 человек на один квадратный километр. Расовый состав Хантли по данным переписи был исключительно белым.
Из 9 домашних хозяйств в 33,3 % — воспитывали детей в возрасте до 18 лет, 66,7 % представляли собой совместно проживающие супружеские пары, 33,3 % не имели семей. 33,3 % от общего числа семей на момент переписи жили самостоятельно, при этом 11,1 % составили одинокие пожилые люди в возрасте 65 лет и старше. Средний размер домашнего хозяйства составил 2,33 человек, а средний размер семьи — 3,00 человек.
Средний доход на одно домашнее хозяйство в статистически обособленной местности составил 30 625 долларов США, а средний доход на одну семью — 30 625 долларов. При этом мужчины имели средний доход в 13 750 долларов США в год против 0 долларов среднегодового дохода у женщин. Доход на душу населения в статистически обособленной местности составил 9688 долларов в год. Все семьи Хантли имели доход, превышающий уровень бедности.